# Buchwiege

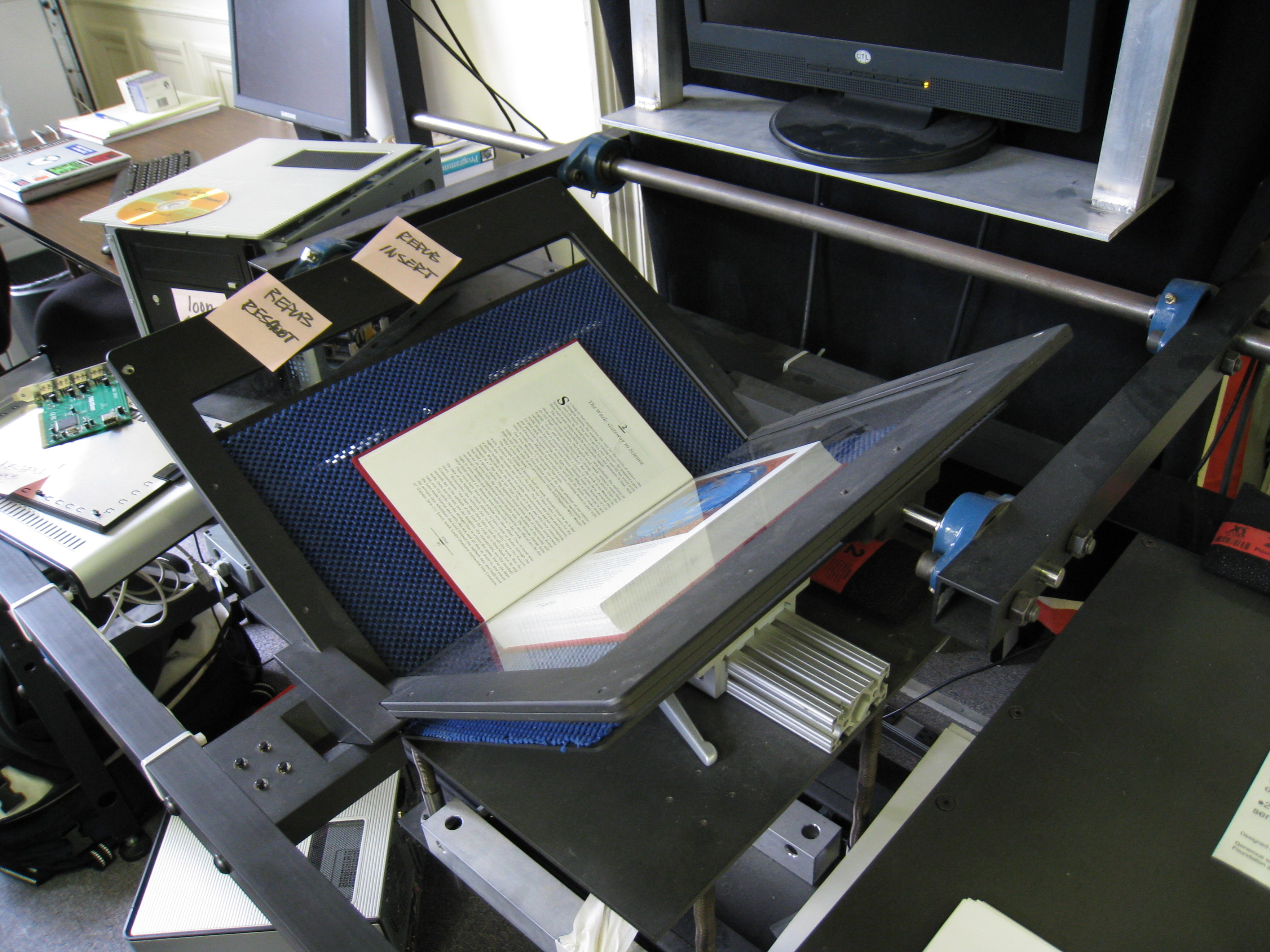
Buchwiege eines Buchscanners

Eine Buchwiege ist eine Halterung zur schonenden Betrachtung oder Bearbeitung von Büchern und ähnlichen gebundenen Werken. Sie besteht im Allgemeinen aus einer starren oder einstellbaren, V-förmigen Halterung, in die das Buch hineingelegt wird. Buchwiegen werden vor allem in Bibliotheken und Museen zur Ausstellung und zur Retrodigitalisierung eingesetzt, beispielsweise bei der Grazer Buchwiege, dem Wolfenbütteler Buchspiegel oder anderen Buchscannern. Eine Alternative zu Buchwiegen bei der Digitalisierung sind Buchwippen, die einen höheren Öffnungswinkel ermöglichen.
Preiswerte Buchwiegen lassen sich beispielsweise durch die Kombination von Schaumstoffzuschnitten herstellen. Die Auflagefläche von Buchwiegen ist glatt, um Abrieb am Einband zu vermeiden.